# Flamenco en Japón
El flamenco en Japón se introdujo en los años 20 del siglo XX, cuando los japoneses comenzaron a interesarse por este arte, y desde entonces ha evolucionado y se ha extendido por todo el país asiático, lo que ha convertido a Japón en la segunda patria del flamenco. Muchos japoneses han viajado a España para conocer las raíces del flamenco y aprenderlo en profundidad.

## Historia
El flamenco llegó por primera vez a Japón en la década de los años 1920. La bailaora Antonia Mercé, La Argentina, recorrió Japón en una gira en la que deleitaba al público con producciones de la película El Amor Brujo y de Andalucía. El periodo histórico de los años 20 en Japón estuvo dominado por la era Taisho (1912-1926), periodo corto pero de gran importancia. Japón tenía un gran peso internacional, participó en la Conferencia de Paz celebrada en París en 1919. Durante la democracia Taisho, se llevaron a cabo reestructuraciones y el emperador retomó su papel como figura legitimadora. Fue un periodo de revoluciones, en especial en la figura femenina. La modernidad procedente de Occidente provocó una nueva generación de mujeres más liberales que se interesaron por actividades artísticas, entre las que se encontraba el flamenco.
Las compañías de flamenco españolas y maestros del flamenco como Pilar López, Antonio Gades, Manolo Vargas, Roberto Ximénez, Luisillo, Rafael Romero, Merche Esmeralda, El Güito o Paco de Lucía viajaron hasta Japón y su momento de máxima expansión fue a finales de los años 1950. En esa misma década, muchos estudiantes nipones como Yasuko Nagamine, Yoko Komatsubara, Masami Okada, Shoji Kojima, entre otros, fueron los primeros bailaores que viajaron a España para profundizar su aprendizaje.

## Características
El interés que el flamenco despierta en la población japonesa es fruto de una forma de entender la vida basada en el autodesarrollo de cualquier acción que implique el crecimiento personal ya sea con enfoque artístico, académico o cultural. El flamenco es pasión y sentimiento y, a pesar de que Japón por sus normas sociales y de comportamiento tan estrictas no llegue a desarrollarlo en sociedad, lo que atrae a la práctica de este arte es precisamente la forma en la que se exteriorizan los sentimientos y de sentirse libre. El flamenco coincide con el compás oriental, por eso muchos japoneses se mueven inconscientemente al oírlo y se tranquilizan al modo de “mi”, que es el modelo típico del flamenco; además, la voz ronca del flamenco es una peculiaridad que comparte con las voces orientales.
En Japón, por lo general, es la figura femenina la que se acerca más a la práctica de este baile. Las mujeres son el público que más asiste a los espectáculos de flamenco que se celebran en Japón. Hay dos federaciones de flamenco en Japón, una es para la población en general y otra es únicamente para los universitarios, quienes gracias a ella tienen la oportunidad de aprender y practicar flamenco y cada verano se alojan juntos en la ciudad de Tateyama para entrenar intensivamente. Cada año, estudiantes japoneses viajan a España a aprender y perfeccionar el flamenco.

## Personalidades
La llegada del flamenco a Japón supuso el interés de los japoneses a la práctica de esta danza. Bailarines como Shoji Kojima, Yoko Tamura, Yoko Komatsubara o Yoko Omor han sido pioneros y referentes del flamenco en Japón.
Shōji Kojima, nacido a orillas del Pacífico en la década de los 60, llegó a España para aprender flamenco y trabajó en la compañía de Rafael Farina. En la década de los 70 nació Yoko Komatsubara, japonesa que estudió arte dramático en Tokio pero finalmente dedicó su vida al flamenco y es una de las bailaoras más relevantes en Japón.
Actualmente, Yoko Tamura y Yoko Omor son dos de las bailaoras más significativas en Japón. Yoko Tamura, bailaora y coreógrafa nacida en Tokio, ha participado en el Festival del Cante de las Minas de La Unión (Murcia), entre otros, mientras que Yoko Omor, que lleva estudiando y practicando desde 2008, fue seleccionada en un concurso realizado en Nipona por el certamen unionense y la Asociación Nipona de Flamenco.